# Al Ahli Club (Dubai)
Al Ahli Club (în arabă النادي الأهلي) este un club de fotbal din Dubai, Emiratele Arabe Unite.

Logo-ul vechi

## Antrenori
- Nándor Hidegkuti (1983–85)
- Ljupko Petrović (1998–99)
- Ilie Balaci (2003–05)
- Ivan Hašek (1 iulie 2007–09)
- Ioan Andone (8 iunie 2009–Nov 2, 2009)
- Henk Ten Cate (Feb 6, 2010–11 martie 2010)
- Ivan Hašek (26 iunie 2011–Nov 8, 2011)
- Quique Flores (Nov 8, 2011–11 iunie 2013)
- Cosmin Olăroiu (7 iulie 2013– 2017)

## Conducere
- Abdulla Saeed Al Naboodah – Președinte
- Hammed Abdullah – Vice-președinte
- Ahmad Khalifa Hammad – CEO

## Palmares
UAE Football League
- Campioană: (9) 1974–75, 1975–76, 1979–80, 2005–06, 2008–09, 2013–14, 2015–16, 2022–23, 2024–25

UAE President's Cup
- Câștigătoare: (8) 1974–75, 1976–77, 1977–78, 1995–96, 2001–02, 2003–04, 2007–08, 2012–13

Etisalat Emirates Cup
- Câștigătoare: (2) 2011–12, 2013–14

Supercupa EAU
- Câștigătoare: (2) 2008, 2013